# Dactylospora pertusariicola
Dactylospora pertusariicola är en lavart som först beskrevs av Willey och Edward Tuckerman och som fick sitt nu gällande namn av Joseph Hafellner. 
Dactylospora pertusariicola ingår i släktet Dactylospora och familjen Dactylosporaceae. Arten är reproducerande i Sverige.